# 오스만 제국 헌법
오스만 제국 헌법(튀르키예어: Kânûn-ı Esâsî)은 오스만 제국 최초의 근대적·자유주의적 헌법이다. 19세기 정치인 미드하트 파샤의 고문인 크리코르 오디안이 탄지마트 기간에 만들었으며 서구화를 목적으로 하는 군대, 교육, 행정 개혁의 내용이 담겨 있다. "A Constitution for a Multilingual Empire: Translations of the Kanun-ı Esasi and Other Official Texts into Minority Languages" 의 저자의 요한 슈트라우스 2세는 벨기에 밎 프로이센 헌법의 영향을 받은것 같다고 평가하였다. 개혁에 대한 시도는 전부터 있었는데, 셀림 3세가 당시 군대를 보강하려고 했지만 전투 기술 부족과 장군들의 무능으로 실패한다. 이는 셀림 3세가 예니체리에 의해 끌어내려지고, 마흐무트 2세가 권력을 잡는 결과를 불러온다. 마흐무드는 “최초의 오스만 개혁가”로 알려지는데, 이는 당시에 사실상 오스만 왕보다 많은 권력을 잡은 예니체리를 압박하고, 권력 구조의 일부를 정상화했기 때문이다.